# مولدوفا الكبرى
يشير مصطلح مولدوفا الكبرى أو مولدافيا الكبرى إلى مفهوم وحدوي يُستخدم اليوم في إعطاء المصداقية لتوسيع جمهورية مولدوفا من الأراضي التي كانت تتنمي إلى إمارة مولدوفا أو كانت داخل مدارها السياسي سابقًا. تاريخيًا، دلّ المصطلح أيضًا على توحيد أراضي الإمارة السابقة تحت حكم رومانيا أو الاتحاد السوفيتي على حد سواء. كانت مولدافيا الغربية وكامل بيسارابيا بالإضافة إلى بوكوفينا ومنطقة هرتسا من بين الأقاليم التي لطالما ذُكرت ضمن هذه المقترحات؛ ضمت بعض صيغ الاقتراحات أجزاء من ترانسيلفانيا، في حين ما زالت الاقتراحات الأخرى تشمل منطقتي بودوليا أو بوكوتيا بالكامل. ترتبط فكرة «مولدوفا الكبرى»، في معظم الاقتراحات ما بعد السوفيتية، بمبدأ اختلاف شعب مولدوفا عن الرومانيين، وبأنه يسكن أجزاءً من رومانيا وأوكرانيا. تحتل هذه الفكرة مكانة هامشية ضمن نزاعات الهوية المولدوفية، موازية لنماذج راديكالية تعبر عن أيديولوجية معروفة مثيرة للجدل، تُسمى «المولدوفية».
يمكن إرجاع أصول الفكرة إلى ضم الإمبراطورية الروسية لبيسارابيا عام 1812، والذي اعتبرته النخبة السياسية في الإمارة إجحافًا. أُخمدت شكواهم، التي تمثل احتجاجًا على القوى الأوروبية، بجزء منها فقط من خلال إعادة التوحيد الوجيزة مع جنوب بيسارابيا (1856 - 1878). خلال الفترة نفسها، اقترنت المطالب المولدوفية بالأجندة الأكبر للقومية الرومانية، مما أدى إلى تشكيل الممالك المتحدة وتطلعها المشترك نحو رومانيا الكبرى. كان دعم مولدافيا الكبرى أو الموحدة واضحًا لدى مجموعةٍ من القوميين الرومانيين الذين أيدوا أيضًا الحكم الذاتي الإقليمي. صمد الهدف الأكثر خصوصية المتمثل في استعادة مولدافيا الكبرى، المستقلة والمنفصلة تمامًا عن والاشيا، في هذا الإطار حتى سبعينيات القرن التاسع عشر، إذ حظي بالتشجيع على تطلعاته الخاصة من خلال عمليات تزوير قسطنطين سيون.
عند نهاية الحرب العالمية الثانية، بحث الجهاز السياسي للاتحاد السوفيتي في فكرة مولدوفا الكبرى وأخذها بالحسبان لفترة وجيزة. صيغت الخطط الأولية من قِبل آنا بوكر وغيراسيم رودي، اللذان أرادا لمولدافيا السوفيتية (التي تضم أساسًا معظم بيسارابيا) أن تتوسع غربًا نحو نهر سيرت، وتكون ياش عاصمتها؛ رفض جوزيف ستالين مشروعهما. قدم نيكيتا سالوغور، بصفته عضو في القيادة السوفيتية المولدوفية، مقترحات ملموسة أخرى؛ طرحت صيغته مطالب إقليمية محددة وواضحة في كل من رومانيا وجمهورية أوكرانيا الاشتراكية السوفيتية، مما أثار خلافًا مع الأخيرة. عُلق مشروع سالوغور، ولكن من خلال أشخاص مثل أرتيوم لازاريف، جرت محاكاة بعض افتراضاته الأساسية في سبعينيات القرن العشرين. ظهر في الاحتفال السوفييتي بالشخصيات «المولدوفية» التي سكنت رومانيا، حنين كامن إلى الإمارة وتلميحات عليها. بمجرد إعلان مولدوفا لاستقلالها عام 1991، تبنى كل من حزب الشيوعيين وحزب الاشتراكيين بعض المبادئ الأساسية لوحدوية مولدوفا الكبرى، في حين تبنى حزب مولدوفا الكبرى الصيغة الشاملة.

## التاريخ

### نبذة
تأسست إمارة مولدوفا في القرن الرابع عشر بعد نجاح نبلاءٍ (وأبرزهم بوغدان الأول ودراغو) من إقليم ماراموريش المجاور بتأسيس نظام حكم ذاتي في البداية ومستقل لاحقًا، في المناطق التي تطالب بها مملكة المجر. كان تاريخها متشابكًا مع تاريخ والاشيا، الإمارة الرومانية الأخرى؛ في تسعينيات القرن التاسع عشر، استخدم جاكوب أنريست، الذي يؤرخ حكم ستيفن العظيم، «مولدافيا الكبرى» كنموذج مرادف لمملكة باساراب العجوز في والاشيا. أصبحت الإمارة المولدوفية تابعة للعثمانيين في القرن السادس عشر، بعد وصولها إلى أقصى حد إقليمي تحت حكم ستيفن؛ فقدت تدريجيًا في القرون التالية العديد من أراضيها، ولا سيما بوكوفينا، التي استولت عليها ملكية هابسبورغ في عام 1774. حسب التقارير المعاصرة، فقد عارض الفلاحون في تلك المنطقة «تقسيم كيان مولدافيا إلى جزأين»، وكانوا يأملون توحيد مولدافيا برمتها تحت حكم العائلة المالكة النمساوية. على الجانب الآخر من الحدود، أيد الأمير غريغور غيكا استعادة العثمانيين للأراضي. حسب إفادة الدبلوماسي النمساوي توغوت دي باولا، «يستخدم المولدوفيون وجميع أتباع غيكا الآخرين [...] أقصى مساعيهم لإظهار الضعف الاستثنائي بالتنازل الطوعي عن منطقة غنية من البلاد». حُددت أراضي «مولدافيا الكبرى» حسب الفلكلور الروماني في بوكوفينا، التي أصبحت مهد أول النماذج القومية الرومانية في ظل حكومة هابسبورغ، على أنها المناطق التي يسيطر عليها العثمانيون، مع الإشارة إلى بوكوفينا ذاتها باسم «مولدافيا الصغرى» (مولدافيا ميكا).
ضمت الإمبراطورية الروسية في عام 1812 المناطق المولدوفية الواقعة شرق نهر بروت، وأصبحت تُعرف باسم «بيسارابيا». ورغم تنظيمها كمحافظة روسية، لكن السلطات الروسية لم تنكر صراحةً صلتها بأجزاء أخرى من مولدوفا. حافظوا على أرستقراطية البويار، بمن فيها العديد من العائلات التي كانت تملك أراض على جانبي الحدود. وحّد الاحتلال الروسي تلقائيًا دون تخطيط بيسارابيا مع البودجاك، التي اقتطعها العثمانيون سابقًا من مولدوفا، وضُمت إلى إيالة سيليسترا. مع ذلك، لم تحظ شروط الحكم الروسي والتقسيم الفعلي بالقبول في نظر العديد من ممثلي أعضاء البويار، بمن فيهم إيونيتا سيون وغريغوراسكو ستوردزا، اللذان التمسا الحماية من الإمبراطورية الفرنسية أو النمسا. وأشاروا في احتجاجاتهم الرسمية إلى تلك المناطق بصفتها «قلب مولدوفا»، مظهرين تفضيلهم للحكم العثماني. خلال السنوات الست التي أعقبت عملية الضم، نظم شعب بيسارابيا، وخاصة سكان مقاطعة أورغيفسكي، مسيرات شعبية ضد الإدارة الجديدة، ونزح ما يصل إلى 5,000 عائلة مولدوفية وغجرية عبر نهر بروت، إلى الإمارة المعهودة. شجبت إحدى سجلات بودجاك الفلكلورية، تُعرف باسم فرونزو فيردي لوزيواري، انتقال بيسارابيا إلى «العبودية الروسية» وتطلعت إلى التحرير على يد «إخوتنا».
بحلول منتصف القرن التاسع عشر، كانت فكرة استعادة بيسارابيا وبوكوفينا لمولدافيا تندمج مع الأجندة الأكبر التي تسعى إلى توحيدهما مع جميع الأراضي التي يسكنها الرومانيون الأصليون، ولا سيما والاشيا وترانسيلفانيا. استفاض ميخائيل كوغلنيتشينو بتفصيل هذا الهدف في خطابه عام 1843 في أكاديميا ميخايلينا: «أرى بلدي في كل مكان على وجه الأرض تُستخدم فيه اللغة الرومانية، وتاريخها الوطني هو تاريخ مولدافيا بالكامل قبل انقسامها، وتاريخ والاشيا، وتاريخ إخواننا في ترانسيلفانيا». في يونيو 1848، عند سماع نبأ الثورة الناجحة في والاشيا، ذكر أليكو روسو، المنفي البيسارابي، أن اللحظة قد حانت لثورة تضع يدها على «كل واحد منا، وعلى الرومانيين جميعهم دون تمييز». كان روسو يؤيد إقامة «دولة رومانية عظيمة» بحدودها على نهر دنيستر، بخلاف الهدف الأصغر المتمثل في إعادة توحيد «مولدافيا مع فروعها الوليدة». كان من بين أفراد الجيل التالي من القوميين الرومانيين، الباحث بوغدان بيتريتشيكو هاجديو، وهو نفسه لاجئ من بيسارابيا (وربما أصبح متطرفًا تحت تأثير حركة النارودنكيين). نبه هاجديو الرومانيين إلى حقيقة أن «بيسارابيا» اسمٌ اختلقته المصادر روسية، وأن الإقليم ككل «كان موجودًا داخل حدود مولدافيا القديمة».